# 阪本敏三
阪本 敏三（さかもと としぞう、1943年7月13日 - 2022年3月22日）は、京都府京都市伏見区出身のプロ野球選手（内野手）・コーチ、解説者。

## 経歴

### プロ入り前
平安高校では1961年に春の選抜に遊撃手として出場。準決勝に進出するが、法政二高の柴田勲・村上雅則の継投に抑えられ敗退。高校同期に捕手の林健造がいる。
高校卒業後は立命館大学へ進学し、関西六大学野球リーグでは3度優勝。1965年の全日本大学野球選手権大会では、決勝でエース芝池博明を擁する専大に敗れ準優勝。リーグ通算95試合出場、372打数102安打、打率.274、0本塁打。リーグ記録の60盗塁を記録し7季連続盗塁王となる。大学卒業後は東映フライヤーズからドラフト5位指名を受けるも入団せず、河合楽器へ入社。1966年の都市対抗野球に遊撃手、五番打者として出場。1回戦で西濃運輸に敗退。この時のチームメイトに武上四郎、岡村晃らがいた。

### 現役時代
1966年のドラフトの第二次の5位で阪急ブレーブスに指名され、入団。1967年は新人ながら5月下旬から山口富士雄に代わって二番打者・遊撃手に定着、打率.272、9本塁打を記録しリーグ初優勝に力を添える。巨人との日本シリーズでは全6試合に先発出場、日本一は逃すが第4戦では渡辺秀武からの3点本塁打を含む3安打4打点と活躍した。
1968年には初めて規定打席に到達し、ベストテン9位となる打率.278の好成績を挙げる。また50盗塁を記録し、ベストナイン（遊撃手）に選出された。その後も、1971年まで4年連続でベストナインに選ばれるなど阪急第1次黄金時代の遊撃手として4回のリーグ優勝に貢献した。この間、1969年に47盗塁で盗塁王に輝いている。同年の巨人との日本シリーズでは24打数7安打4打点、第3戦で高橋明から本塁打を放つ。1968年から1971年まで日本シリーズ12試合連続得点を記録し、2020年現在も記録保持者である。また、1968年から1972年まで5回連続でオールスターに出場している。
しかし、1971年の日本シリーズの1勝1敗で迎えた第3戦、阪急先発の山田久志の好投により1-0で阪急リードの9回裏二死一塁の場面で、長嶋茂雄が打った二塁寄りのゴロを追い付くことができず中前安打としてしまう。山田は次打者の王貞治に逆転サヨナラ3点本塁打を打たれ敗れ、阪急はその後ずるずると連敗を喫して日本一を逃した。阪本が長嶋の打球を止められなかったことが直接のきっかけではあったが、阪急首脳陣としては日本一に向けて遊撃の守備を一層強化すべきとの結論に達し、遊撃守備に定評があった大橋穣に加えて種茂雅之とのトレードで、阪本は岡村浩二・佐々木誠吾と共に東映へ移籍した。
1972年は遊撃手、チャンスメーカーとして活躍、同年のオールスター第2戦では堀内恒夫から2点本塁打を放ちMVPを獲得した。1973年にはジム・レドモンが入団し三塁手に回る。同年はリーグ8位の打率.280を記録。1975年には大下剛史が広島に移籍したため、開幕から二塁手、一番打者に起用される。この年からパ・リーグで採用された指名打者制度で日本で初めて阪本が打席に立った。
1974年5月8日の日本ハム対太平洋（後楽園）にて、1対0とリードした太平洋の7回表の攻撃中、先頭の宮寺勝利(がカウント1-2（当時は2-1）から渡辺秀武の内角球をストライクと判定され、見逃し三振に倒れたことで、太平洋ファンで埋め尽くされた三塁側スタンドが狂騒状態となり、グラウンドに投げられたワンカップの酒瓶が三塁を守っていた阪本の体をかすめ、間一髪身をかわし直撃を免れたが、「そいつの顔を見たものだから」と、怒り心頭でスタンドの“犯人”を指差しながら「一人で降りて来い！」と叫び、グラウンドとスタンドの境界線のネットをよじ登ろうとした。
1976年に永淵洋三・服部敏和・市橋秀彦との交換トレードで、八重沢憲一と共に近鉄バファローズへ移籍し、ここでも二塁手として活躍。
1979年に南海ホークスへ移籍し、同年は指名打者や代打として打率.311を記録。1980年からはコーチを兼任するが、1981年の開幕直前に現役を引退。

### 現役引退後
引退後はKBS京都「近鉄エキサイトアワー」解説者（1982年 - 1983年）を経て、近鉄に復帰。一軍守備・走塁コーチ（1984年）、二軍守備・走塁コーチ（1985年 - 1987年）、二軍走塁コーチ（1988年 - 1989年）、二軍打撃・走塁コーチ（1990年 - 1991年）、二軍打撃兼トレーニングコーチ（1992年 - 1993年）、一軍打撃コーチ（1994年 - 1995年）、二軍打撃コーチ（1996年）、育成担当（1997年 - 1998年）、編成部課長（1999年 - 2000年）、「球友寮」寮監（2001年 - 2003年）を歴任。京都府K-Ball少年野球連盟の常務理事を務めた。
2022年3月22日、パーキンソン病のため兵庫県内の病院で死去。78歳没。

## 詳細情報

### 年度別打撃成績
| 年 度      | 球 団              | 試 合 | 打 席 | 打 数 | 得 点 | 安 打 | 二 塁 打 | 三 塁 打 | 本 塁 打 | 塁 打 | 打 点 | 盗 塁 | 盗 塁 死 | 犠 打 | 犠 飛 | 四 球 | 敬 遠 | 死 球 | 三 振 | 併 殺 打 | 打 率 | 出 塁 率 | 長 打 率 | O P S |
| ---------- | ------------------ | ----- | ----- | ----- | ----- | ----- | -------- | -------- | -------- | ----- | ----- | ----- | -------- | ----- | ----- | ----- | ----- | ----- | ----- | -------- | ----- | -------- | -------- | ----- |
| 1967       | 阪急               | 102   | 357   | 323   | 50    | 88    | 17       | 7        | 9        | 146   | 24    | 9     | 8        | 7     | 0     | 26    | 0     | 1     | 23    | 2        | .272  | .329     | .452     | .781  |
| 1968       | 阪急               | 130   | 562   | 493   | 74    | 137   | 24       | 5        | 7        | 192   | 48    | 50    | 7        | 18    | 2     | 44    | 0     | 5     | 44    | 8        | .278  | .342     | .389     | .731  |
| 1969       | 阪急               | 129   | 558   | 504   | 75    | 143   | 25       | 3        | 13       | 213   | 40    | 47    | 10       | 17    | 4     | 31    | 1     | 2     | 40    | 10       | .284  | .325     | .423     | .748  |
| 1970       | 阪急               | 127   | 517   | 447   | 67    | 109   | 23       | 1        | 7        | 155   | 44    | 28    | 6        | 12    | 3     | 53    | 0     | 2     | 30    | 6        | .244  | .325     | .347     | .672  |
| 1971       | 阪急               | 127   | 550   | 479   | 72    | 135   | 16       | 1        | 15       | 198   | 56    | 36    | 6        | 23    | 5     | 41    | 2     | 2     | 24    | 6        | .282  | .338     | .413     | .751  |
| 1972       | 東映 日拓 日本ハム | 126   | 566   | 496   | 75    | 138   | 13       | 1        | 16       | 201   | 62    | 6     | 6        | 21    | 4     | 41    | 0     | 4     | 30    | 12       | .278  | .336     | .405     | .741  |
| 1973       | 東映 日拓 日本ハム | 130   | 530   | 478   | 60    | 128   | 20       | 0        | 10       | 178   | 41    | 7     | 7        | 8     | 4     | 37    | 1     | 3     | 32    | 6        | .268  | .322     | .372     | .694  |
| 1974       | 東映 日拓 日本ハム | 109   | 433   | 393   | 38    | 110   | 20       | 2        | 10       | 164   | 47    | 16    | 6        | 8     | 3     | 26    | 0     | 3     | 41    | 8        | .280  | .327     | .417     | .744  |
| 1975       | 東映 日拓 日本ハム | 96    | 403   | 353   | 47    | 92    | 16       | 1        | 6        | 128   | 27    | 10    | 4        | 11    | 1     | 38    | 2     | 0     | 27    | 4        | .261  | .332     | .363     | .694  |
| 1976       | 近鉄               | 109   | 335   | 299   | 25    | 75    | 12       | 1        | 1        | 92    | 19    | 5     | 4        | 7     | 1     | 25    | 2     | 3     | 21    | 8        | .251  | .314     | .308     | .622  |
| 1977       | 近鉄               | 93    | 237   | 212   | 19    | 61    | 6        | 2        | 1        | 74    | 12    | 16    | 3        | 6     | 0     | 16    | 2     | 3     | 16    | 5        | .288  | .346     | .349     | .695  |
| 1978       | 近鉄               | 43    | 59    | 54    | 5     | 10    | 1        | 0        | 0        | 11    | 5     | 7     | 1        | 2     | 0     | 3     | 1     | 0     | 7     | 2        | .185  | .228     | .204     | .432  |
| 1979       | 南海               | 61    | 150   | 135   | 22    | 42    | 7        | 0        | 0        | 49    | 12    | 5     | 2        | 1     | 1     | 13    | 0     | 0     | 10    | 3        | .311  | .369     | .363     | .732  |
| 1980       | 南海               | 65    | 150   | 130   | 20    | 35    | 4        | 0        | 2        | 45    | 12    | 1     | 3        | 3     | 1     | 12    | 0     | 4     | 10    | 3        | .269  | .347     | .346     | .693  |
| 通算：14年 | 通算：14年         | 1447  | 5407  | 4796  | 649   | 1303  | 204      | 24       | 97       | 1846  | 449   | 243   | 73       | 144   | 29    | 406   | 11    | 32    | 355   | 83       | .272  | .331     | .385     | .716  |

- 各年度の太字はリーグ最高
- 東映（東映フライヤーズ）は、1973年に日拓（日拓ホームフライヤーズ）に、1974年に日本ハム（日本ハムファイターズ）に球団名を変更

### タイトル
- 盗塁王：1回 （1969年）

### 表彰
- ベストナイン：4回 （1968年 - 1971年） ※いずれも遊撃手
- オールスターゲームMVP：1回 （1972年 第2戦）

### 記録
初記録
- 初出場：1967年4月25日、対南海ホークス3回戦（阪急西宮球場）、9回裏に岡村浩二の代打として出場
- 初先発出場：1967年5月20日、対近鉄バファローズ5回戦（阪急西宮球場）、2番・遊撃手として先発出場
- 初安打・初本塁打・初打点：同上、5回裏に伊藤幸男からソロ

節目の記録
- 1000本安打：1975年4月26日、対阪急ブレーブス前期6回戦（阪急西宮球場）、7回表に米田哲也から右翼線二塁打　※史上88人目
- 1000試合出場：1975年4月29日、対南海ホークス前期4回戦（後楽園球場）、1番・二塁手として先発出場　※史上179人目

その他の記録
- オールスターゲーム出場：5回 （1968年 - 1972年）

### 背番号
- 4 （1967年 - 1971年、1976年 - 1978年）
- 2 （1972年 - 1975年）
- 29 （1979年 - 1981年）
- 62 （1984年 - 1985年）
- 82 （1986年 - 1996年）